# Жертумсик
Жертумси́к (каз. Жертұмсық) — село у складі Павлодарського району Павлодарської області Казахстану. Входить до складу Зоринського сільського округу.
Населення — 223 особи (2021; 234 у 2009, 268 у 1999, 238 у 1989).
Національний склад станом на 1989 рік:
- казахи — 100 %

До 1993 року село називалось Карл Маркс, мало також назву Карла Маркса.